# Wild Life (manga)
Wild Life (ワイルドライフ Wairudo Raifu?) es un manga japonés escrito por  Masato Fujisaki, trata sobre un delincuente juvenil de instituto, Iwashiro Tetsushō, que trabaja para convertirse en veterinario.
El primer volumen se publicó en Shōnen Sunday en el 2003. El número 27, y último de la serie, se publicó en 2008.
En 2006, “Wild Life”  recibe el premio Shōgakukan en categoría shōnen.
Una adaptación de acción real fue programada para marzo de 2008; aunque NHK canceló el drama cuando un par de jirafas murieron unos días después de que el bebé de jirafa fuera filmado. Este manga se caracteriza por su carácter científico además de juvenil y sus golpes de humor que le dan un toque único.

## Argumento
Tesshō es un delincuente juvenil de un instituto. Tiene una audición finísima como habilidad especial. Todo comienza cuando salva a un perro callejero con la ayuda de Kashu, un veterinario. Más tarde llama al perro callejero “inu” (que es la palabra japonesa para “Perro”). Así encuentra su camino en la vida: convertirse en veterinario. Wild life ha sacado, hasta ahora, once tomos. Es una serie mensual. Los personajes son: Mika Senoh, Tsukasa Ryoto, Hisataka Kurachi, Yohei Misaka...y algunos personajes más. La acción se desarrolla, al menos durante los primeros diez tomos, en la clínica veterinaria RED, con seis departamentos. El segundo es Wild Life, especializado en fauna salvaje. Ahí trabajan la mayoría de personajes. Aunque de aspecto ruinoso, RED es una clínica muy prestigiosa. Posteriormente, Tessho y Ryoto se mudan al hospital universitario de Meiou.

## Personajes
- Tessho Iwashiro

Joven con un oído prodigioso que empieza como un gamberro de instituto, pero tras salvar a un perro con la ayuda de un veterinario, Kashu, decide convertirse en veterinario. Apenas conoce algo sobre animales, no se sabe el nombre de las enfermedades ( es más, se los inventa) y los medicamentos los conoce por el precio (también se inventa los nombres), pero lo compensa todo con una pasión y dedicación a sus pacientes fuera de toda calificación. Es muy apasionado y afable.
- Tsukasa Ryoto

Veterinario y médico, el jefe del segundo departamento de la clínica RED, Wild Life. Es un vago que a la mínima se escaquea, además de bisexual y con tendencias a amenazar de muerte a la gente. Es un genio, además de aparentemente inmortal, puesto que no envejece desde hace años, igual que su padre y su abuela, que aparente una juventud increíble.
- Chucho

Nombre en español del perro que salva Tessho antes de ser veterinario. Se dice que es un perro enfermero, pero no ha demostrado ningún talento especial salvo en un capítulo donde detecta la dolencia de un koala.
- Mika Senoh

Enfermera ayudante de Tessho, también muy entregada y dedicada, además de muy mona. Siempre ayuda a Tessho y además compensa su falta de sabiduría. Está enamorada de Tessho, pero çel ni se lo imagina.
- Hisataka Kurachi

Veterinario que ha estudiado en una prestigiosa universidad. Al principio es un creído que odio a Tessho, luego le admira y se vuelve como él, y finalmente, tras ir a Irak y volver, se vuelve alguien preocupado en exceso por la salud de los animales y muy poco por la suya.
- Yohei Misaka

Además de veterinario, médico de árboles. Oye sus voces y lamentos y le entran ataques psicóticos en los que quiere matar humanos, pero es de natural tranquilo.
- Hosho

Amiga de la infancia de Tessho. Es azafata, pero logra resolver el caso de una foca sin querer. Está enamorada de Tessho, pero él ni lo sospecha.
- Siryo

Veterinario solo por el dinero que gana, en realidad es un cazador demente que goza al hacer sufrir a los animales hasta el límite. Es el malo, por decirlo de algún modo, cuando aparece, que tampoco es mucho.